# Азербайджан на «Евровидении-2012»
Азербайджан на конкурсе песни «Евровидение-2012» представила Сабина Бабаева с песней «When the Music Dies» под 13-м номером. Она была выбрана на азербайджанском национальном финале отборочного конкурса. На правах представительницы страны-хозяйки конкурса Сабина Бабаева выступила сразу в финале, который состоялся 26 мая 2012 года. Набрав 150 баллов, она заняла 4-е место.
В этом году конкурс освещало Общественное телевидение, которое организовало Национальный отборочный конкурс исполнителей эстрадной песни «Евровидение-2012», благодаря которому выбрали участника от Азербайджана. Комментаторами телетрансляции конкурса были телеведущие Кенуль Арифгызы и Салех Багиров.

## Исполнитель
Сабина Бабаева — азербайджанская джазовая певица. Родилась 2 декабря 1979 года в Баку, в семье военного и пианистки. Окончила Музыкальное училище имени Асефа Зейналлы по классу вокала. Более семи лет была солисткой вокально-инструментального ансамбля «Айпара». В 2001 году выиграла республиканский конкурс «Золотой ключ» среди молодых исполнителей. В 2009 году получила премии Гран-при песенных конкурсов Amberstar (Латвия) и «Славянская звезда» (Москва). Была также солисткой Джаз-центра в Баку. В 2010 году исполняла роль Флёр-де-Лис в мюзикле «Нотр-Дам де Пари».
Исполняет песни в стиле поп и соул, а также азербайджанские народные и авторские песни в специфических вариациях.

## Национальный отбор
Отбор проводился по правилам отбора 2011 года. Над проектом работала та же команда, что и в прошлом году — телеведущие канала Лейла Алиева и Усния Магеррамова, ведущий Камран Гулиев, режиссёры шоу Джейхун Керимов и Салам Мамедалиев, продюсер проекта Вугар Алиев.
«Общественным телевидением» (ITV) было объявлено, что на участие в национальном отборе было подано 119 заявок. 3 ноября 2011 года на ITV стартовал первый день прослушивания исполнителей, подавших заявки на участие в национальном отборочном туре. Во время прослушивания, которое продолжалось также 5 и 7 ноября, каждый участник должен был представить 2 композиции, раскрывающие его вокальный потенциал, показать сценическую культуру и умение танцевать. Свою заявку на участие в конкурсе подал известный общественный деятель Руфат Алиев заняв второе место. В состав жюри, которое отбирало кандидатов на участие в шоу, входили телеведущие Лейла Алиева и Усния Магеррамова, которые комментируют конкурс «Евровидение» с самого первого года его трансляции в Азербайджане на канале ITV; представитель министерства молодежи и спорта, главный редактор журнала ОК Захра Бадалбейли, Заслуженная артистка Азербайджана Тунзаля Агаева и Народная артистка Натаван Шейхова. В итоге было отобрано 72 исполнителя.
28 ноября на Общественном телевидении был дан старт национальному отборочному туру «Евровидения-2012». Открыла национальный отбор своим выступлением участница «Евровидения-2010», принёсшая Азербайджану 5-е место на международном конкурсе с песней «Drip Drop», певица Сафура Ализаде. Каждую неделю в национальном отборе должно было участвовать девять1 исполнителей. По итогам голосования зрителей и жюри каждую неделю один исполнитель получал право на участие в следующем отборочном туре. 28 января 2012 года стали известны все участники полуфинала. Ими стали Орхан Керимли, Марьям Керимова, Хайям Мустафазаде, Фаган Сафаров, Эльтон Ибрагимов, Адиль Бахышлы, Сабина Бабаева и Арзу Исмаилова.
- Прошедшие в полуфинал выделены зелёным.

| Порядок выступлений | Исполнитель         | Место |
| ------------------- | ------------------- | ----- |
| 1                   | Рамин Гулиев        | 4     |
| 2                   | Джанана Зейналова   | 7     |
| 3                   | Орхан Мирзаев       | 8     |
| 4                   | Самира Рагимли      | 3     |
| 5                   | Кенан Гадимов       | 5     |
| 6                   | Анастасия Бедрицкая | 9     |
| 7                   | Амиль Годжаев       | 6     |
| 8                   | Орхан Керимли       | 1     |
| 9                   | Эльнара Гасанова    | 2     |

| Порядок выступлений | Исполнитель       | Место |
| ------------------- | ----------------- | ----- |
| 1                   | Руфат Алиев       | 2     |
| 2                   | Мехрибан Садыхова | 9     |
| 3                   | Фарид Гасанов     | 3     |
| 4                   | Ильхам Гамидов    | 4     |
| 5                   | Гусейн Абдуллаев  | 8     |
| 6                   | Марьям Керимова   | 1     |
| 7                   | Сехри Рагимова    | 6     |
| 8                   | Live Or Leave     | 7     |
| 9                   | Эльвин Бабазаде   | 5     |

| Порядок выступлений | Исполнитель       | Место |
| ------------------- | ----------------- | ----- |
| 1                   | Хайям Мустафазаде | 1     |
| 2                   | Фарид Рамазанов   | 7     |
| 3                   | Рустам Аллазов    | 5     |
| 4                   | Ровшан Азизов     | 4     |
| 5                   | Айсель Гулузаде   | 6     |
| 6                   | Елена Керимова    | 9     |
| 7                   | Анар Сафаров      | 3     |
| 8                   | Алтун Зейналов    | 2     |
| 9                   | Айтадж Велиева    | 8     |

| Порядок выступлений | Исполнитель          | Место |
| ------------------- | -------------------- | ----- |
| 1                   | Орхан Насибов        | 7     |
| 2                   | Эмин Гасан           | 6     |
| 3                   | Empathy              | 4     |
| 4                   | Ринат Асланов        | 8     |
| 5                   | Нигяр «Nika» Бабаева | 3     |
| 6                   | Надежда Михайлова    | 2     |
| 7                   | Фаган Сафаров        | 1     |
| 8                   | Камран Азизов        | 5     |

| Порядок выступлений | Исполнитель        | Место |
| ------------------- | ------------------ | ----- |
| 1                   | Эльнара Кязимова   | 6     |
| 2                   | Азад Шабанов       | 2     |
| 3                   | Самир Мамедов      | 7     |
| 4                   | Элтон Ибрагимов    | 1     |
| 5                   | Гюнай Ахмедова     | 4     |
| 6                   | Ян Кашепава        | 8     |
| 7                   | Сулейман Агакишиев | 9     |
| 8                   | Фидан Гусейнова    | 5     |
| 9                   | Айдын Эйваззаде    | 3     |

| Порядок выступлений | Исполнитель         | Место |
| ------------------- | ------------------- | ----- |
| 1                   | Габиль Гамидов      | 4     |
| 2                   | Орхан Эфенди        | 5     |
| 3                   | Рамиля Мурадова     | 3     |
| 4                   | Эльгиз Мамедов      | 6     |
| 5                   | Адиль Бахышлы       | 1     |
| 6                   | Бахтияр Гасымов     | 2     |
| 7                   | Джахангир Гасымзаде | 7     |
| 8                   | Влада Ахундова      | 8     |

| Порядок выступлений | Исполнитель      | Место |
| ------------------- | ---------------- | ----- |
| 1                   | Эркин Османлы    | 8     |
| 2                   | Ad Gloriam       | 4     |
| 3                   | Айла Идрисова    | 2     |
| 4                   | Камран Абдуллаев | 5     |
| 5                   | Сабина Бабаева   | 1     |
| 6                   | Хана Гасанова    | 3     |
| 7                   | Хаял Тагиев      | 9     |
| 8                   | Натиг Багиров    | 6     |
| 9                   | Азер Салимли     | 7     |

| Порядок выступлений | Исполнитель      | Место |
| ------------------- | ---------------- | ----- |
| 1                   | Ринат Алимов     | 9     |
| 2                   | Заур Амирасланов | 3     |
| 3                   | Ульви Рашидов    | 2     |
| 4                   | Тофиг Гаджиев    | 5     |
| 5                   | Арзу Исмаилова   | 1     |
| 6                   | Али Мамедли      | 7     |
| 7                   | Caspian Dreamers | 8     |
| 8                   | Улькер Гулиева   | 4     |
| 9                   | Аббас Керимли    | 6     |

1.↑ На четвёртой и шестой неделе участвовало восемь исполнителей, в связи с отказом от участия Рены Имамалиевой на четвёртой неделе и Сабины Бабаевой на шестой.

### Полуфинал
Полуфинал прошёл с 30 января по 3 февраля. В результате зрительского голосования и голосования жюри трое исполнителей — Марьям Керимова, Хайям Мустафазаде и Адиль Бахышлы — не смогли пробиться в финал.

### Финал
Финал национального отборочного тура состоялся 12 февраля во Дворце имени Гейдара Алиева. Шоу началось в 21:00 по местному времени. Ведущими финала были Лейла Алиева, Хусния Магеррамова и Камран Гулиев. Помимо Общественного телевидения Азербайджана, финал транслировали турецкий канал TRT Müzik, мальтийский вещатель PBS и eurovision.tv.
В итоге жюри, в котором состояли музыкальный эксперт Рауф Бабаев, представитель министерства культуры и туризма Азербайджана Манзар Нуралиева, Фаик Суджеддинов, музыковед Зюмрюд Дадашзаде, певицы Зульфия Ханбабаева и Тунзаля Агаева, а также генеральный директор телекомпании ITV Исмаил Омаров, выбрали победителя. Им стала Сабина Бабаева, исполнившая в первом, втором и третьем турах песни «Сени Гемли Гёренде», «Hero», «Soul Sister» (Кристина Агилера) соответственно.

## Подготовка к конкурсу

### Промотур
Первой остановкой Сабина Бабаевой в рамках её европейского промотура стал Будапешт. 6 апреля певица появилась в эфире музыкального шоу Kívánságkosár на телеканале Duna TV, где вживую исполнила свою конкурсную песню «When the Music Dies». Перед шоу Сабина стала гостьей специального закулисного проекта — ежедневного реалити-сериала Marslakók (в переводе с венг. — «Марсиане»). В столице Венгрии она познакомилась с представителями этой страны на конкурсе, группой Compact Disco. Встреча была показана в эфире шоу Térkép. После Сабина посетила вечер азербайджанской культуры, который организовывало посольство Азербайджана в Венгрии и на котором также выступили победители «Евровидения-2011» дуэт Ell & Nikki, молодёжный камерный оркестр Бакинской музыкальной академии, музыканты и танцоры Азербайджанской государственной филармонии. 7 апреля Сабина появилась в эфире утреннего ток-шоу Ma reggel, где она также исполнила свою конкурсную песню.
| Дата            | Город     | Примечания                                                                                      |
| --------------- | --------- | ----------------------------------------------------------------------------------------------- |
| 6—7 апреля 2012 | Будапешт  | Выступления на шоу Kívánságkosár и Ma reggel                                                    |
| 21 апреля 2012  | Амстердам | Выступление на концерте Eurovision In Concert в Мелквере                                        |
| 25 апреля 2012  | Вилрейк   | Выступление на вечеринке в честь выпуска альбома Seventeen бельгийской участницы конкурса Айрис |
| 27 апреля 2012  | Киев      | Выступление на утреннем шоу «Підйом» на «Новом канале»                                          |
| 29 апреля 2012  | Лондон    | Выступление на London Eurovision Party в Сохо                                                   |
| 3—4 мая 2012    | Валлетта  | Выступление на шоу Xarabank.                                                                    |

## Финал

### Голосование

#### Жюри
Членами азербайджанского профессионального жюри были:
- Зюмруд Дадашзаде — музыковед.
- Фаик Суджаддинов — композитор, заслуженный деятель искусств Азербайджана.
- Исмаил Омаров — генеральный директор ITV
- Зульфия Ханбабаева — певица, Народная артистка Азербайджана
- Рауф Бабаев — музыкальный эксперт, выступал в коллективе «Гая»
- Тунзаля Агаева — певица, Заслуженная артистка Азербайджана

#### Полуфинал
Как страна, являющаяся победительницей прошлого года, Азербайджан автоматически попал в финал. Согласно состоявшейся 25 января 2012 года жеребьёвке, Азербайджан получил возможность голосовать в первом полуфинале вместе с Италией и Испанией.
| Голосование Азербайджана в полуфинале | Голосование Азербайджана в полуфинале |
| ------------------------------------- | ------------------------------------- |
| Оценка                                | Страна                                |
| 12                                    | Албания (2 место)                     |
| 10                                    | Греция (4 место)                      |
| 8                                     | Россия (1 место)                      |
| 7                                     | Румыния (3 место)                     |
| 6                                     | Молдова (5 место)                     |
| 5                                     | Сан-Марино (14 место)                 |
| 4                                     | Ирландия (6 место)                    |
| 3                                     | Латвия (16 место)                     |
| 2                                     | Венгрия (10 место)                    |
| 1                                     | Кипр (7 место)                        |

#### Финал
В финале конкурса Азербайджан объявлял результаты голосования под 8-м номером, после Бельгии. В роли «глашатая» от Азербайджана выступила певица Сафура, представлявшая свою страну на «Евровидении-2010». Так, 12 баллов Азербайджан отдал Турции, 10 баллов — России, а 8 баллов — Мальте.
За Азербайджан, в свою очередь, проголосовала 21 страна, 20 стран не отдали Азербайджану ни одного голоса. Тем самым максимальное количество баллов Азербайджану дали Украина, Турция, Литва и Мальта; 10 баллов — Россия, Молдова, Болгария и Грузия; 8 баллов — Израиль и Кипр.
| Голоса за исполнителя Азербайджана в финале | Голоса за исполнителя Азербайджана в финале |
| ------------------------------------------- | ------------------------------------------- |
| Оценка                                      | Страна                                      |
| 12                                          | Украина, Турция, Литва, Мальта              |
| 10                                          | Россия, Молдова, Болгария, Грузия           |
| 8                                           | Израиль, Кипр                               |
| 7                                           | Босния и Герцеговина, Беларусь              |
| 6                                           | Словакия                                    |
| 5                                           | Черногория, Греция                          |
| 4                                           | Албания, Сан-Марино                         |
| 3                                           | Сербия                                      |
| 2                                           | Македония, Великобритания                   |
| 1                                           | Ирландия                                    |

| Голоса Азербайджана в финале | Голоса Азербайджана в финале |
| ---------------------------- | ---------------------------- |
| Оценка                       | Страна                       |
| 12                           | Турция (7 место)             |
| 10                           | Россия (2 место)             |
| 8                            | Мальта (21 место)            |
| 7                            | Швеция (1 место)             |
| 6                            | Румыния (12 место)           |
| 5                            | Греция (17 место)            |
| 4                            | Литва (14 место)             |
| 3                            | Украина (15 место)           |
| 2                            | Кипр (16 место)              |
| 1                            | Ирландия (19 место)          |

## Мнения
Друг певицы Эльнур Гусейнов, представлявший Азербайджан на «Евровидении-2008», и знавший Сабину ещё будучи студентом Бакинского музыкального училища имени Асефа Зейналлы, отметил, что счастлив тем, что Азербайджан на конкурсе представляет Сабина Бабаева:
…Она достойна такой чести. Сабина хорошо держится, прекрасно поёт. Я горжусь ею, я горжусь своей страной! …У нас прекрасная евровидийная песня, хорошая постановка, на сцене сам Алим Гасымов!